# Bollezeele
Bollezeele [bɔlzɛl] est une commune française située dans le département du Nord, en région Hauts-de-France.

## Géographie

### Description
Bollezeele est situé en Flandre française à une vingtaine de kilomètres au sud de Dunkerque, à 12 km de Wormhout, 63 de Lille.
Il est desservi par l'ancienne route nationale 28 (actuelle RD 928) reliant Rouen à Bergues.
Le sentier de grande randonnée GR 130 passe dans le village.

### Communes limitrophes
|                 | Eringhem            |              |
| Merckeghem      | Bollezeele          | Zegerscappel |
| Volckerinckhove | Broxeele - Rubrouck | Arnèke       |

### Hydrographie

#### Réseau hydrographique
La commune est située dans le bassin Artois-Picardie. Elle est drainée par l'Yser, la Becque Séparative, la Roesten Helts Becque, la Volckerinckhove Becque, le Trog, l'Holland Becque et un autre petit cours d'eau,.
L'Yser est un cours d'eau transfrontalier franco-belge, d'une longueur de 70 km en France, prend sa source dans la commune de Buysscheure. Il s'écoule vers la Mer du Nord, en traversant les Flandres française et belge, et s'y jette à Nieuport en Belgique, dans un estuaire très artificialisé. Les caractéristiques hydrologiques de l'Yser sont données par la station hydrologique située sur la commune. Le débit moyen mensuel est de 0,28 m3/s. Le débit moyen journalier maximum est de 11,228 novembre 202 113,1 m3/s, atteint le même jour.

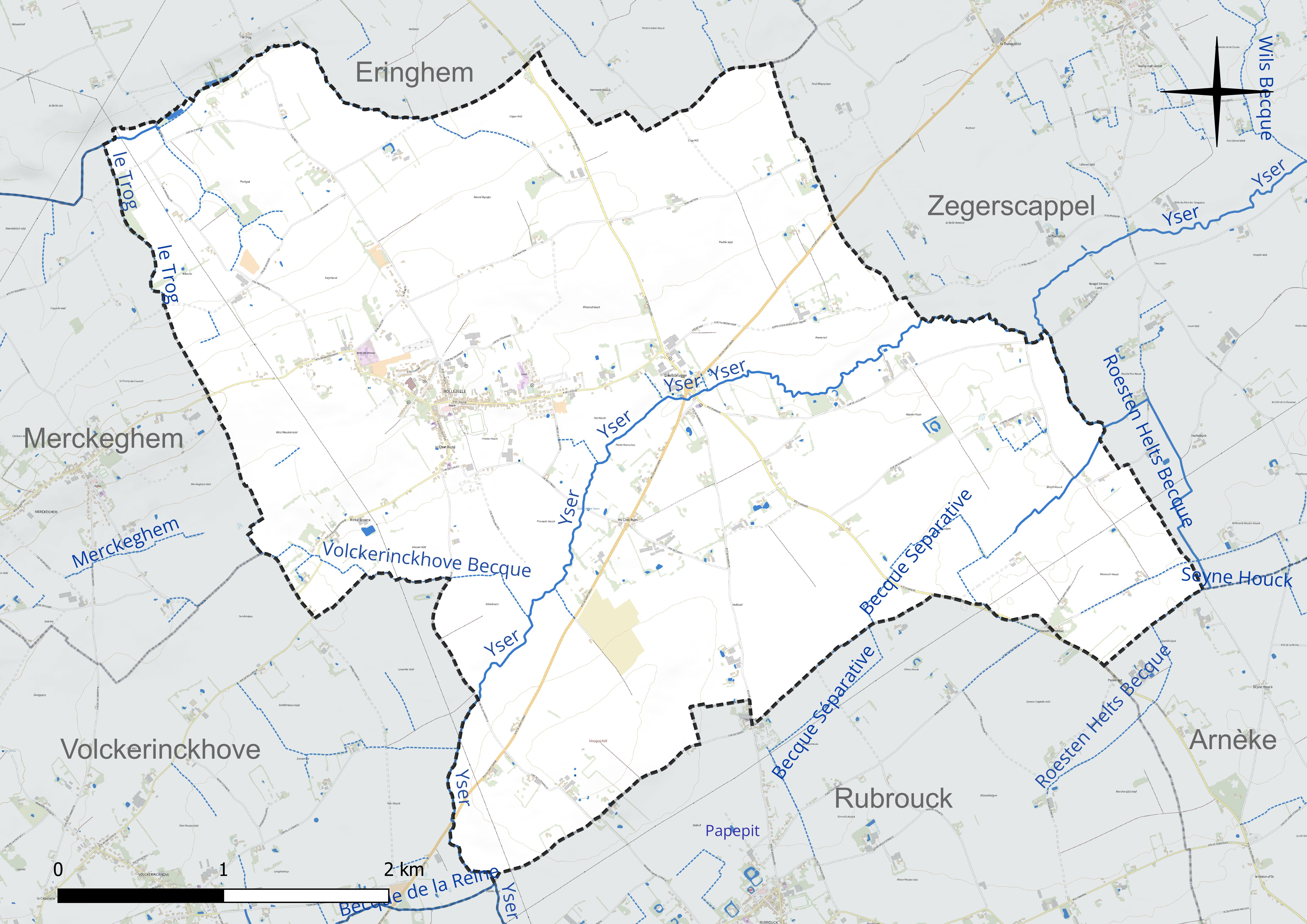
Réseau hydrographique de Bollezeele.

#### Gestion et qualité des eaux
Le territoire communal est couvert par le schéma d'aménagement et de gestion des eaux (SAGE) « Yser ». Ce document de planification concerne un territoire de 381 km2 de superficie, délimité par le bassin versant de l'Yser en France. Le périmètre a été arrêté le 8 novembre 2005 et le SAGE proprement dit a été approuvé le 30 novembre 2016. La structure porteuse de l'élaboration et de la mise en œuvre est l'Union syndicale d'aménagement hydraulique du Nord (USAN).
La qualité des cours d'eau peut être consultée sur un site dédié géré par les agences de l'eau et l'Agence française pour la biodiversité.

### Climat
Pour des articles plus généraux, voir Climat des Hauts-de-France et Climat du Nord.
En 2010, le climat de la commune est de type climat océanique altéré, selon une étude du CNRS s'appuyant sur une série de données couvrant la période 1971-2000. En 2020, Météo-France publie une typologie des climats de la France métropolitaine dans laquelle la commune est exposée à un climat océanique et est dans la région climatique Côtes de la Manche orientale, caractérisée par un faible ensoleillement (1 550 h/an) ; forte humidité de l'air (plus de 20 h/jour avec humidité relative > 80 % en hiver), vents forts fréquents.
Pour la période 1971-2000, la température annuelle moyenne est de 10,4 °C, avec une amplitude thermique annuelle de 13,7 °C. Le cumul annuel moyen de précipitations est de 800 mm, avec 13 jours de précipitations en janvier et 8,1 jours en juillet. Pour la période 1991-2020, la température moyenne annuelle observée sur la station météorologique la plus proche, située sur la commune de Watten à 9 km à vol d'oiseau, est de 11,3 °C et le cumul annuel moyen de précipitations est de 822,8 mm,. Pour l'avenir, les paramètres climatiques de la commune estimés pour 2050 selon différents scénarios d'émission de gaz à effet de serre sont consultables sur un site dédié publié par Météo-France en novembre 2022.

## Urbanisme

### Typologie
Au 1er janvier 2024, Bollezeele est catégorisée bourg rural, selon la nouvelle grille communale de densité à sept niveaux définie par l'Insee en 2022.
Elle est située hors unité urbaine. Par ailleurs la commune fait partie de l'aire d'attraction de Dunkerque, dont elle est une commune de la couronne,. Cette aire, qui regroupe 66 communes, est catégorisée dans les aires de 200 000 à moins de 700 000 habitants,.

### Occupation des sols
L'occupation des sols de la commune, telle qu'elle ressort de la base de données européenne d'occupation biophysique des sols Corine Land Cover (CLC), est marquée par l'importance des territoires agricoles (96,9 % en 2018), une proportion sensiblement équivalente à celle de 1990 (97,3 %). La répartition détaillée en 2018 est la suivante : 
terres arables (96,9 %), zones urbanisées (3,1 %). L'évolution de l'occupation des sols de la commune et de ses infrastructures peut être observée sur les différentes représentations cartographiques du territoire : la carte de Cassini (XVIIIe siècle), la carte d'état-major (1820-1866) et les cartes ou photos aériennes de l'IGN pour la période actuelle (1950 à aujourd'hui).

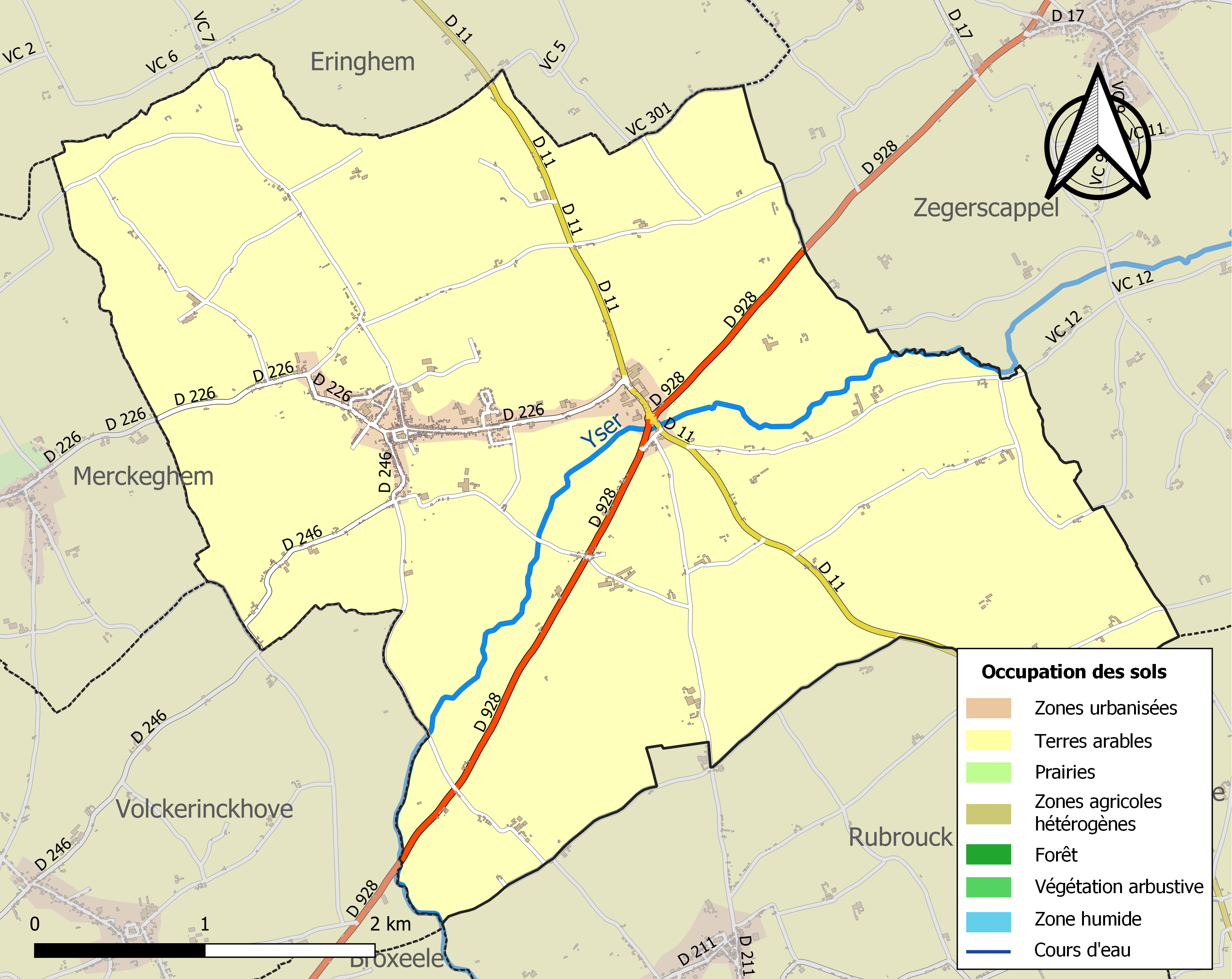
Carte des infrastructures et de l'occupation des sols de la commune en 2018 (CLC).

### Lieux-dits, hameaux et écarts
La commune comprend plusieurs hameaux comme Les Cinq rues, Le Pont de l'Erkelsbrugghe.

### Habitat et logement
En 2019, le nombre total de logements dans la commune était de 633, alors qu'il était de 604 en 2014 et de 572 en 2009.
Parmi ces logements, 89,7 % étaient des résidences principales, 1,4 % des résidences secondaires et 8,8 % des logements vacants. Ces logements étaient pour 89,9 % d'entre eux des maisons individuelles et pour 9,6 % des appartements.
Le tableau ci-dessous présente la typologie des logements à Bollezeele en 2019 en comparaison avec celle du Nord et de la France entière. Une caractéristique marquante du parc de logements est ainsi une proportion de résidences secondaires et logements occasionnels (1,4 %) inférieure à celle du département (1,6 %) mais supérieure à celle de la France entière (9,7 %). Concernant le statut d'occupation de ces logements, 71,3 % des habitants de la commune sont propriétaires de leur logement (71,7 % en 2014), contre 54,7 % pour le Nord et 57,5 pour la France entière.
| Typologie                                               | Bollezeele | Nord | France entière |
| ------------------------------------------------------- | ---------- | ---- | -------------- |
| Résidences principales (en %)                           | 89,7       | 90,6 | 82,1           |
| Résidences secondaires et logements occasionnels (en %) | 1,4        | 1,6  | 9,7            |
| Logements vacants (en %)                                | 8,8        | 7,8  | 8,2            |

## Toponymie
Le nom de la localité est attesté sous la forme Bollingesel en 1113, Bullingasela en 1119, qui signifie le « séjour de Babolèmes ».
Le village doit son nom à un certain Bolo, seigneur ou chef de tribu Franc qui établit son habitation en ce lieu ; zeele vient de sali qui est chez les Francs, l'habitation du seigneur.
La commune se nomme Bollezele en néerlandais.

## Histoire

### Antiquité
Un vase de terre contenant 2 000 pièces romaines est découvert dans un champ au XVIIe siècle, attestant de l'ancienneté de l'occupation humaine à  Bollezeele :  Ce « trésor » de 2000 écus d'argent qui ont été frappés vers 267, sous Postume, général gaulois s'étant fait proclamer empereur romain. Des fouilles effectuées dans la commune auraient également permis de retrouver des médailles et vases antiques.

### Moyen Âge
Les Francs se sont établis vers l'an 600 dans la région et la plupart des villages du  secteur de l'Yser datent de cette époque. Cela doit être le cas de Bollezeele même si la première trace écrite date de 1101, avec le nom de Bolingesela puis en 1119 Bullingasela.
À égales distances des bourgs voisins, Bollezeele a dû rapidement devenir un petit centre attractif. « Vijf uren van Duinkerke, vijf uren van Kales, drie uren van Kassel, drie uren van Burgburg, drie uren van Bergen, Bollezeele is Bollezeele » soit « À cinq lieues de Dunkerque, cinq lieues de Calais, trois lieues de Cassel, trois lieues de Bourbourg, trois lieues de Bergues, Bollezeele est Bollezeele » disait Joseph Dezitter artiste originaire de Bollezeele, mort en 1957.
En 1221, le châtelain de Saint-Omer a, selon Adam évêque de Thérouanne, conclu des conventions avec ses hommes (sans doute ses vassaux)  de Bollezeele, Lederzeele, etc..
En 1232, le comte de Flandre Ferrand de Flandre et Jeanne de Constantinople, sa femme, accordent des franchises à tous les habitants du Métier de Lederzeele et des domaines qu'ils possèdent dans la paroisse de Bollezeele.
En 1257, Marguerite de Constantinople, comtesse de Flandre et de Hainaut, et Gui, comte de Flandre son fils, (Gui de Dampierre) déclarent que les habitants de Lederzeele et de Bollezeele continueront à jouir de leurs immunités malgré la subvention qu'ils ont payée pour la rançon du jeune comte (Gui de Dampierre a été emprisonné trois ans par ses adversaires néerlandais menés par ses frères utérins les D'Avesnes et les communes de Flandre ont été sollicitées pour payer la rançon ce qui les a appauvries).
Mais le nom de Bollezeele est surtout attaché à sa vierge, Notre Dame de la Visitation dont l'origine est liée à une source des bords de l'Yser. Son culte remonterait au XIVe siècle, on lui attribue de très nombreux miracles (le premier est cité en 1429), en 1510 elle délivra la région de la peste d'où une importante neuvaine longtemps fort suivie par les populations locales, au XIXe siècle 6 000 communions étaient enregistrées durant la neuvaine,.

### Temps modernes
L'archiduchesse Isabelle-Claire-Eugénie d'Autriche, gouverneure des Pays-Bas espagnols, est venue en 1621 vénérer Notre-Dame de Bollezeele. Selon la légende elle aurait donné à cette occasion une ceinture tissée de soie et d'or.
Notre Dame de Bollezeele est sans doute en partie responsable du développement du bourg, de son érection en doyenné en 1680, de la création de son marché, de la prospérité des commerces et de la richesse de son église. La vierge est couronnée en 1910 en présence de plus de 100 prêtres et 15 000 personnes.
Sous l'Ancien Régime, après avoir été dans le territoire du diocèse de Thérouanne, Bollezeele dépendait du diocèse de Saint-Omer, et faisait partie de la châtellenie de Cassel qui relevait directement du comte de Flandre. La châtellenie était divisée en vierschaeres, juridictions où l'on jugeait les petits délits en premier ressort. Bollezeele et Zegerscappel constituaient une vierschaere.
Bollezeele situé à la limite de la Flandre Intérieure et de la Flandre Maritime était également à la limite de la châtellenie de Bourbourg, lui donnant au XVIIe siècle le statut  de  zone frontière et justifiant la construction de deux forts au nord ouest de son territoire.

### Révolution française et Empire
Après la Révolution française, sous le premier Empire, se tiennent chaque année à Bollezeele deux foires de seconde classe, héritées de l'époque antérieure à la Révolution, pour marchandises et bestiaux ; en 1803, elles ont eu lieu le 14 floréal (4 mai) et le 14 fructidor (1er septembre). Se tient encore chaque décade (période de dix jours du calendrier républicain) un marché décadaire pour grains, petits animaux et légumes.

### Époque contemporaine
Vers 1910, un chemin de fer de Herzeele à Saint-Momelin, passe par les villages, alors généralement dotés d'une gare, Wormhout, Esquelbecq, Zegerscappel, Bollezeele, Merckeghem, Volckerinckhove-Broxeele, Lederzeele, Nieurlet.

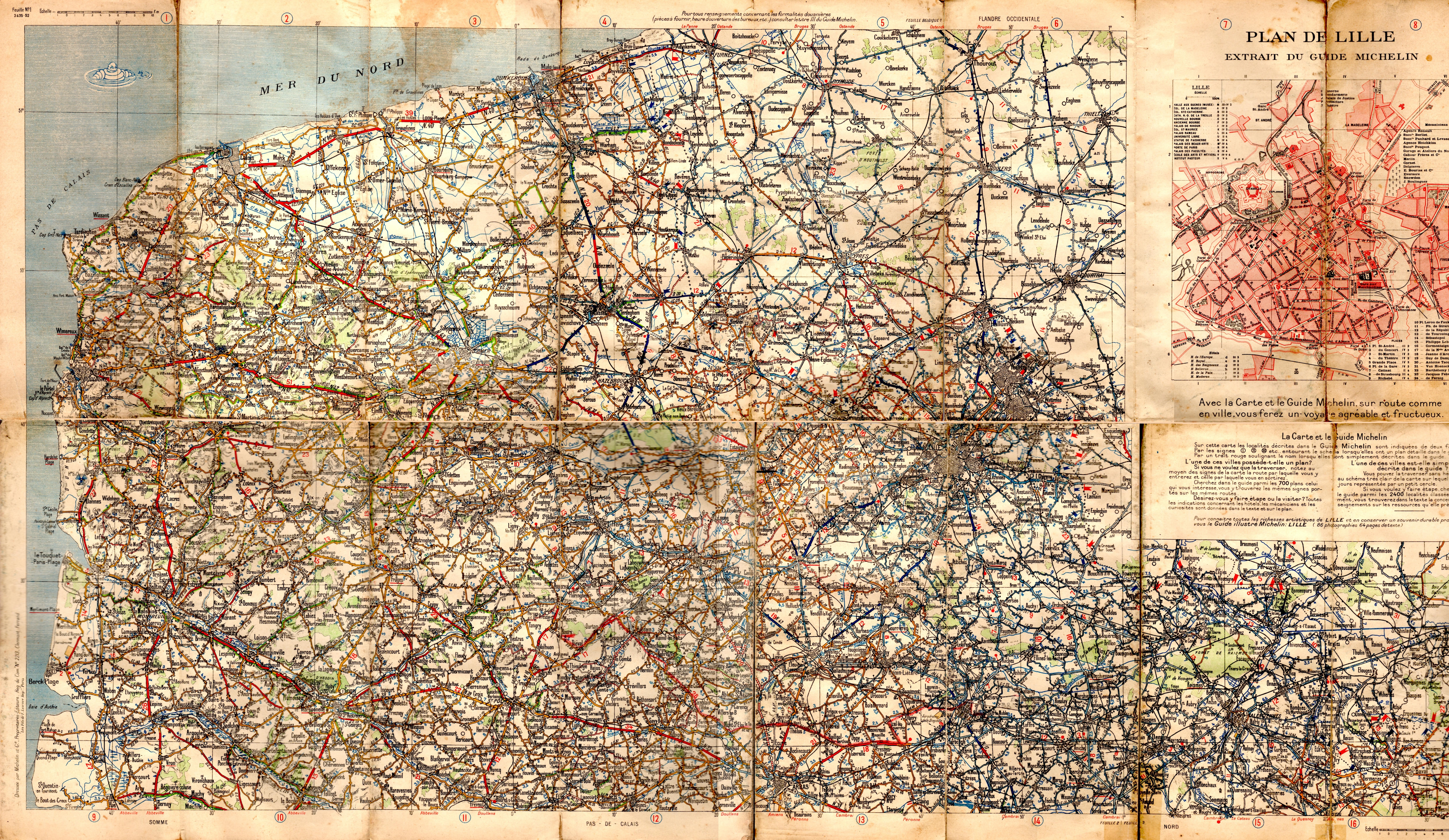
Carte des réseaux ferroviaires du Nord et du Pas-de-Calais vers 1920.

La commune a été de 1914 aux années 1950 le terminus de la ligne de Bergues à Bollezeele via Steene, Pitgam, Drincham. Cette ligne de chemin de fer secondaire à voie métrique faisait partie du réseau du Nord exploité par la société générale des chemins de fer économiques pour le compte du département du Nord.

La gare au début du XXe siècle
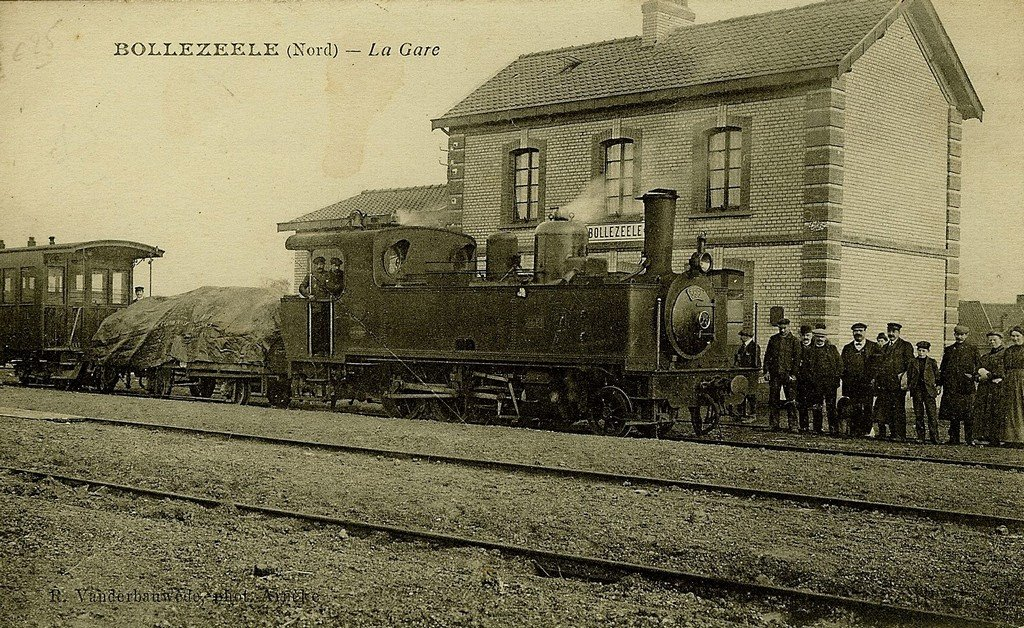
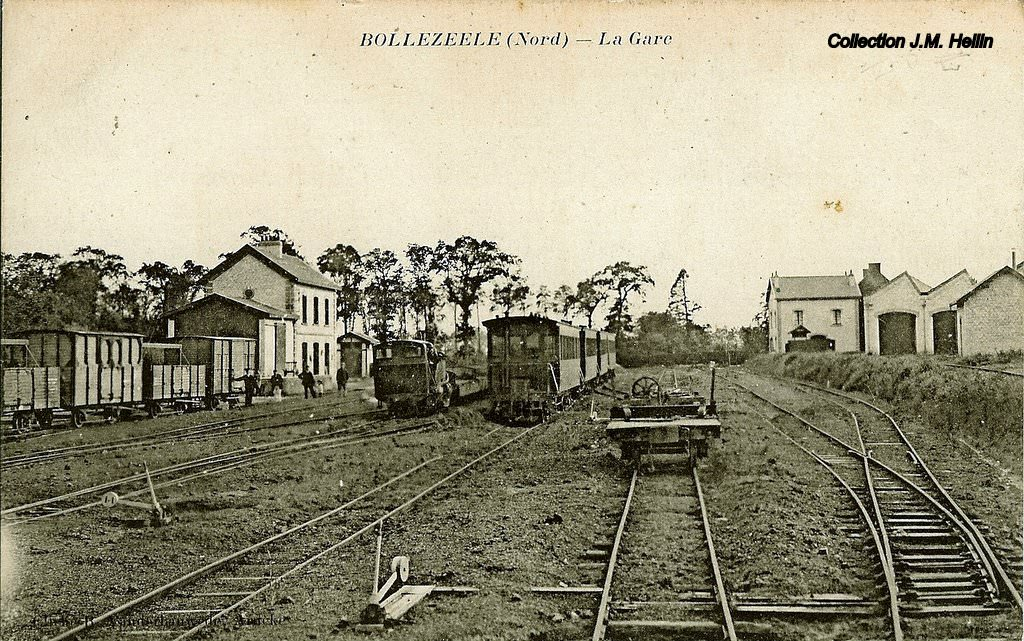

Une affaire récente a ému la population de Bollezeele : en 2011, a été arrêté le prêtre en exercice sur la commune au motif d'accusations de pédophilie. Il a été condamné par la Cour d'Assises du Nord en janvier 2015 à 18 ans de réclusion criminelle, assortis d'une peine de sûreté des 2/3, pour viols et agressions sexuelles commis sur une dizaine d'enfants pendant vingt cinq ans dans l'arrondissement de Dunkerque. Il n'y a pas eu d'appel par le condamné. La peine de sûreté avait été demandée par l'avocat général, en raison des 70 ans atteints par l'accusé en 2015, qui de ce fait pouvait demander sa libération conditionnelle. L'accusé fut également sévèrement jugé par la hiérarchie catholique (archévêque de Lille).

## Politique et administration

### Rattachements administratifs et électoraux

#### Rattachements administratifs
La commune se trouve depuis 1803 dans l'arrondissement de Dunkerque du département du Nord.
Elle faisait partie depuis 1801 du canton de Wormhout. Dans le cadre du redécoupage cantonal de 2014 en France, cette circonscription administrative territoriale a disparu, et le canton n'est plus qu'une circonscription électorale.

#### Rattachements électoraux
Pour les élections départementales, la commune fait partie depuis 2014 d'un nouveau canton de Wormhout
Pour l'élection des députés, elle fait partie de la quatorzième circonscription du Nord.

### Intercommunalité
Bollezeele  était membre de la communauté de communes de l'Yser, un établissement public de coopération intercommunale (EPCI) à fiscalité propre créé fin 1996 et auquel la commune avait transféré un certain nombre de ses compétences, dans les conditions déterminées par le code général des collectivités territoriales.
Dans le cadre de la mise en œuvre de la réforme des collectivités territoriales françaises (2008-2012), cette intercommunalité a fusionné avec ses voisines pour former, le 1er janvier 2014, la communauté de communes des Hauts de Flandre dont est désormais membre la commune.
La commune de Bollezeele est labellisée Terre des Jeux 2024 depuis février 2023 dans le cadre des Jeux olympiques d'été de 2024.

### Liste des maires
| Période                                  | Période                         | Identité                                           | Étiquette | Qualité                                                                                        |
| ---------------------------------------- | ------------------------------- | -------------------------------------------------- | --------- | ---------------------------------------------------------------------------------------------- |
| Les données manquantes sont à compléter. |                                 |                                                    |           |                                                                                                |
| avant 1802                               | 1808                            | M. Vandenkerckhoove                                |           |                                                                                                |
| avant 1835                               |                                 | Philippe Antoine Joseph Vandekerckhove (1775-1849) |           | Conseiller d'arrondissement                                                                    |
| Les données manquantes sont à compléter. |                                 |                                                    |           |                                                                                                |
| avant 1854                               |                                 | M. Villette                                        |           | Notaire                                                                                        |
| 1865                                     | 1871                            | Victor Cortyl                                      |           | Notaire                                                                                        |
| 1871                                     | 1878                            | Bénoni Decorte                                     |           | Pharmacien, propriétaire                                                                       |
| 1878                                     | 1881                            | Jean Louis Delepouve                               |           |                                                                                                |
| 1881                                     | 18 février 1887                 | Constant Bellynck                                  |           | Propriétaire Mort en fonction                                                                  |
| 1887                                     | 1907                            | Auguste Amand Cockempot.                           |           | Cultivateur                                                                                    |
| 1907                                     | 1939                            | Jules Dehaene,.                                    |           | Notaire Mort en fonction                                                                       |
| Les données manquantes sont à compléter. |                                 |                                                    |           |                                                                                                |
| 1951                                     | 1954                            | André Dubreucq                                     |           |                                                                                                |
| 1954                                     | 1971                            | Daniel Wissocq.                                    |           |                                                                                                |
| 1971                                     | 1983                            | Roger Thys                                         |           | Photographe                                                                                    |
| 1983                                     | décembre 1993                   | Bernard Dekeister                                  |           | Mort en fonction                                                                               |
| 1994                                     | mars 2014                       | Mme Marie-Joseph Dubreucq                          |           |                                                                                                |
| mars 2014                                | En cours (au 26 septembre 2022) | Pierre Marle                                       | DVD       | Retraité Suppléant du député Horizons Paul Christophe (2022 → ) Réélu pour le mandat 2020-2026 |

## Équipements et services publics

### Enseignement
Bollezeele relève de l'académie de Lille.
Se trouvent sur le village une école communale publique et une école privée.

### Justice, sécurité, secours et défense
Bollezeele dépend du tribunal de grande instance de Dunkerque pour les affaires judiciaires civiles, du tribunal correctionnel de Dunkerque pour les petits délits au pénal, de la Cour d'Assises du Nord à Douai pour les crimes, et du tribunal administratif de Lille pour les litiges avec l'administration.

## Population et société

### Démographie

#### Évolution démographique
L'évolution du nombre d'habitants est connue à travers les recensements de la population effectués dans la commune depuis 1793. Pour les communes de moins de 10 000 habitants, une enquête de recensement portant sur toute la population est réalisée tous les cinq ans, les populations de référence des années intermédiaires étant quant à elles estimées par interpolation ou extrapolation. Pour la commune, le premier recensement exhaustif entrant dans le cadre du nouveau dispositif a été réalisé en 2004.

En 2022, la commune comptait 1 425 habitants, en évolution de −1,11 % par rapport à 2016 (Nord : +0,51 %, France hors Mayotte : +2,11 %).
| 1793  | 1800  | 1806  | 1821  | 1831  | 1836  | 1841  | 1846  | 1851  |
| ----- | ----- | ----- | ----- | ----- | ----- | ----- | ----- | ----- |
| 1 258 | 1 383 | 1 539 | 1 588 | 1 662 | 1 708 | 1 740 | 1 800 | 1 769 |

| 1856  | 1861  | 1866  | 1872  | 1876  | 1881  | 1886  | 1891  | 1896  |
| ----- | ----- | ----- | ----- | ----- | ----- | ----- | ----- | ----- |
| 1 732 | 1 718 | 1 776 | 1 811 | 1 815 | 1 798 | 1 805 | 1 700 | 1 649 |

| 1901  | 1906  | 1911  | 1921  | 1926  | 1931  | 1936  | 1946  | 1954  |
| ----- | ----- | ----- | ----- | ----- | ----- | ----- | ----- | ----- |
| 1 620 | 1 591 | 1 585 | 1 550 | 1 560 | 1 543 | 1 562 | 1 506 | 1 463 |

| 1962  | 1968  | 1975  | 1982  | 1990  | 1999  | 2004  | 2006  | 2009  |
| ----- | ----- | ----- | ----- | ----- | ----- | ----- | ----- | ----- |
| 1 439 | 1 389 | 1 328 | 1 500 | 1 476 | 1 382 | 1 375 | 1 382 | 1 391 |

| 2014  | 2019  | 2022  | - | - | - | - | - | - |
| ----- | ----- | ----- | - | - | - | - | - | - |
| 1 432 | 1 424 | 1 425 | - | - | - | - | - | - |

#### Pyramide des âges
En 2018, le taux de personnes d'un âge inférieur à 30 ans s'élève à 32,5 %, soit en dessous de la moyenne départementale (39,5 %). À l'inverse, le taux de personnes d'âge supérieur à 60 ans est de 30,1 % la même année, alors qu'il est de 22,5 % au niveau départemental.
En 2018, la commune comptait 696 hommes pour 734 femmes, soit un taux de 51,33 % de femmes, légèrement inférieur au taux départemental (51,77 %).
Les pyramides des âges de la commune et du département s'établissent comme suit.
| Hommes | Classe d’âge | Femmes |
| ------ | ------------ | ------ |
| 1,7    | 90 ou +      | 4,0    |
| 7,4    | 75-89 ans    | 11,4   |
| 16,9   | 60-74 ans    | 18,7   |
| 21,4   | 45-59 ans    | 19,1   |
| 16,9   | 30-44 ans    | 17,2   |
| 14,9   | 15-29 ans    | 13,3   |
| 20,9   | 0-14 ans     | 16,3   |

| Hommes | Classe d’âge | Femmes |
| ------ | ------------ | ------ |
| 0,5    | 90 ou +      | 1,4    |
| 5,3    | 75-89 ans    | 8,1    |
| 14,8   | 60-74 ans    | 16,2   |
| 19,1   | 45-59 ans    | 18,4   |
| 19,5   | 30-44 ans    | 18,7   |
| 20,7   | 15-29 ans    | 19,1   |
| 20,2   | 0-14 ans     | 18     |

### Manifestations culturelles et festivités
Depuis 1947, chaque 1er week-end de juillet est consacré à la célèbre ducasse (kermesse du village) avec sortie des géants, cortèges, spectacles, fête foraine, tournois de foot, de pétanque, bal et autres feux d'artifice... rassemblant habitants et anciens habitants pour un moment de convivialité jusqu'au mardi suivant.

### Cultes
Une neuvaine à Notre-Dame de Bollezeele a lieu chaque année du 24 juin au 2 juillet.

## Économie
Depuis les temps anciens (il existait déjà en 1893) un marché hebdomadaire se tient à Bollezeele : il a lieu le mercredi matin.

## Culture locale et patrimoine
Un chemin de randonnée pédestre de 6,5 km, le « Circuit du pantgat » traverse le bourg et emmène dans la campagne environnante.

### Lieux et monuments
- Église Saint Wandrille, dédiée à Notre-Dame de la Visitation.
À l'intérieur : buffet d'orgue de 1669, cinq retables en bois, beaux vitraux sur l'histoire de Bollezeele et les apparitions de la Vierge en France.
La dévotion à Notre-Dame de Bollezeele (sous le vocable de Notre-Dame de la Visitation) est antérieure au XIIIe siècle.
L'église du village est un édifice des dernières années du XVIe siècle, terminée en 1606. Devenue trop petite pour la paroisse notamment pendant la neuvaine, elle est  fortement retouchée en 1879-1880.
La flèche ajourée, sérieusement ébranlée par la guerre en 1940, puis par la foudre en 1947 est restaurée en 1949.
L'église possède également de très beaux vitraux, dont certains relatent les faits propres à l'histoire de Bollezeele.
Le saint patron de l'église est saint Wandrille. Les moines de l'Abbaye Saint-Wandrille de Fontenelle, située près de Rouen, voulant sauver les reliques de leur fondateur lors de l'invasion des Normands, se seraient arrêtés à Bollezeele en fuyant vers la Belgique.
On trouve dans l'église des autels et boiseries du XVIIIe siècle, la croix processionnelle utilisée lors des dévotions à Notre-dame de Bollezeele est en argent et date du XVIe siècle. L'église contient également un reliquaire pédiculé des cheveux de la Vierge en argent fin du XVIIe siècle, un ostensoir en argent datant de 1691[27].
- La source dédiée à Notre Dame de la Visitation. En 1980, le curé Liéven fait édifier une petite chapelle à l'endroit de la source. Elle est bénie par Mgr Gand, évêque de Lille.
- La maison de retraite fondée en 1864 par Louis Vandenkerkhove[Note 5], aujourd'hui hostellerie Saint Louis.
- La mairie en style néogothique flamand inaugurée en 1933 est  l'œuvre de M. Cockenpot de Lille, derrière le bâtiment une seconde place accueillait les adeptes du Jeu de paume.
- Le cimetière qui entourait l'église est déplacé en 1860.

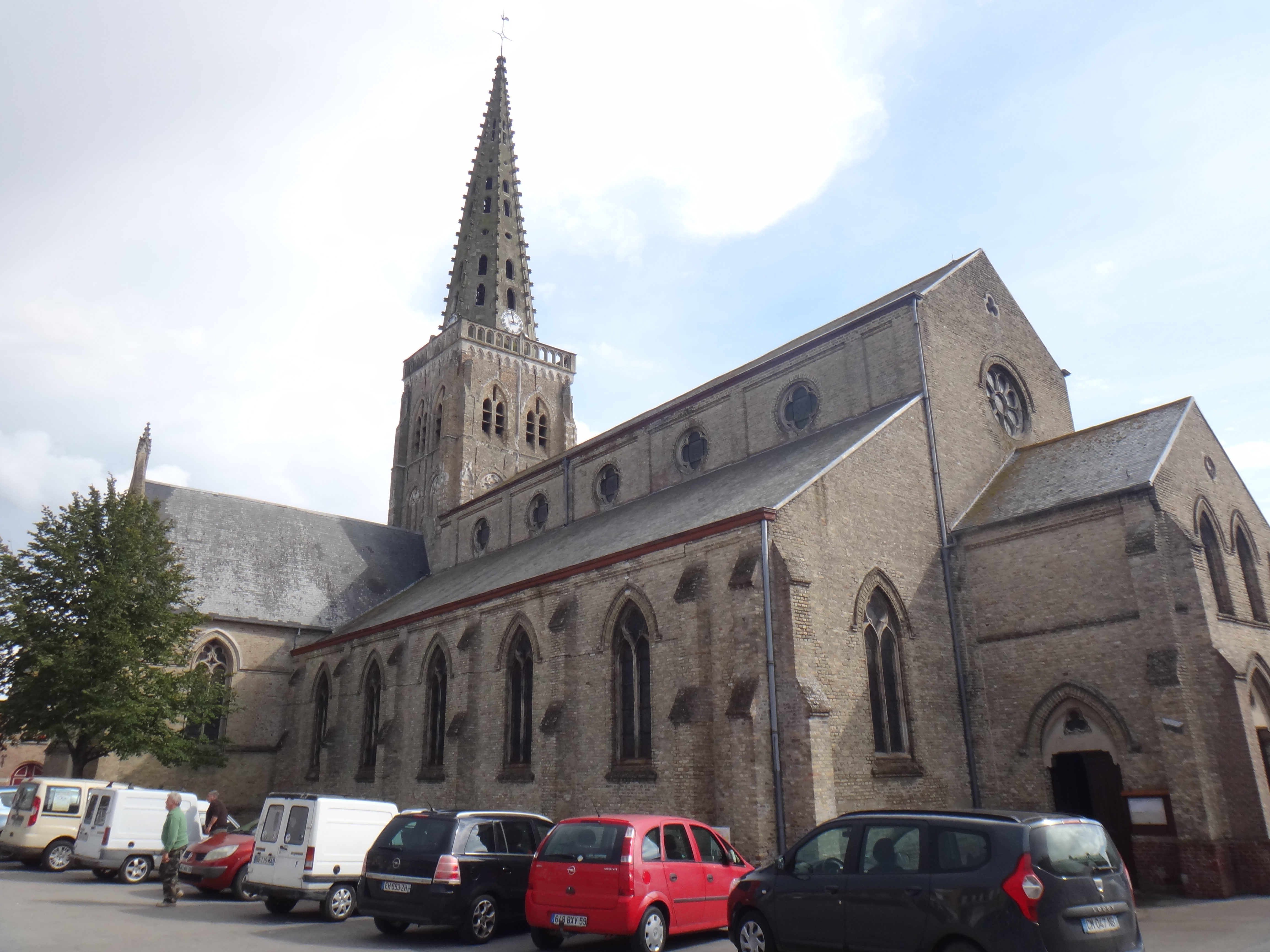
L'église Saint-Wandrille.
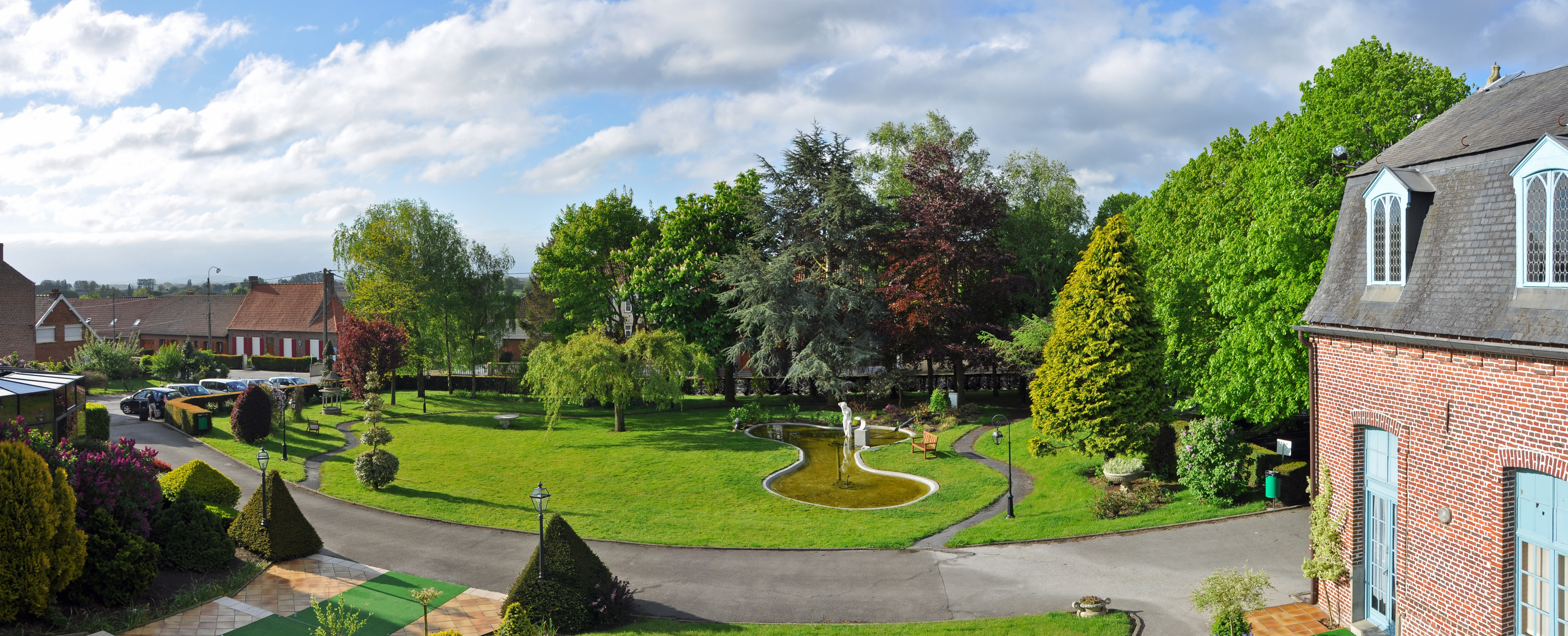
Jardin de l'Hôtellerie Saint-Louis.
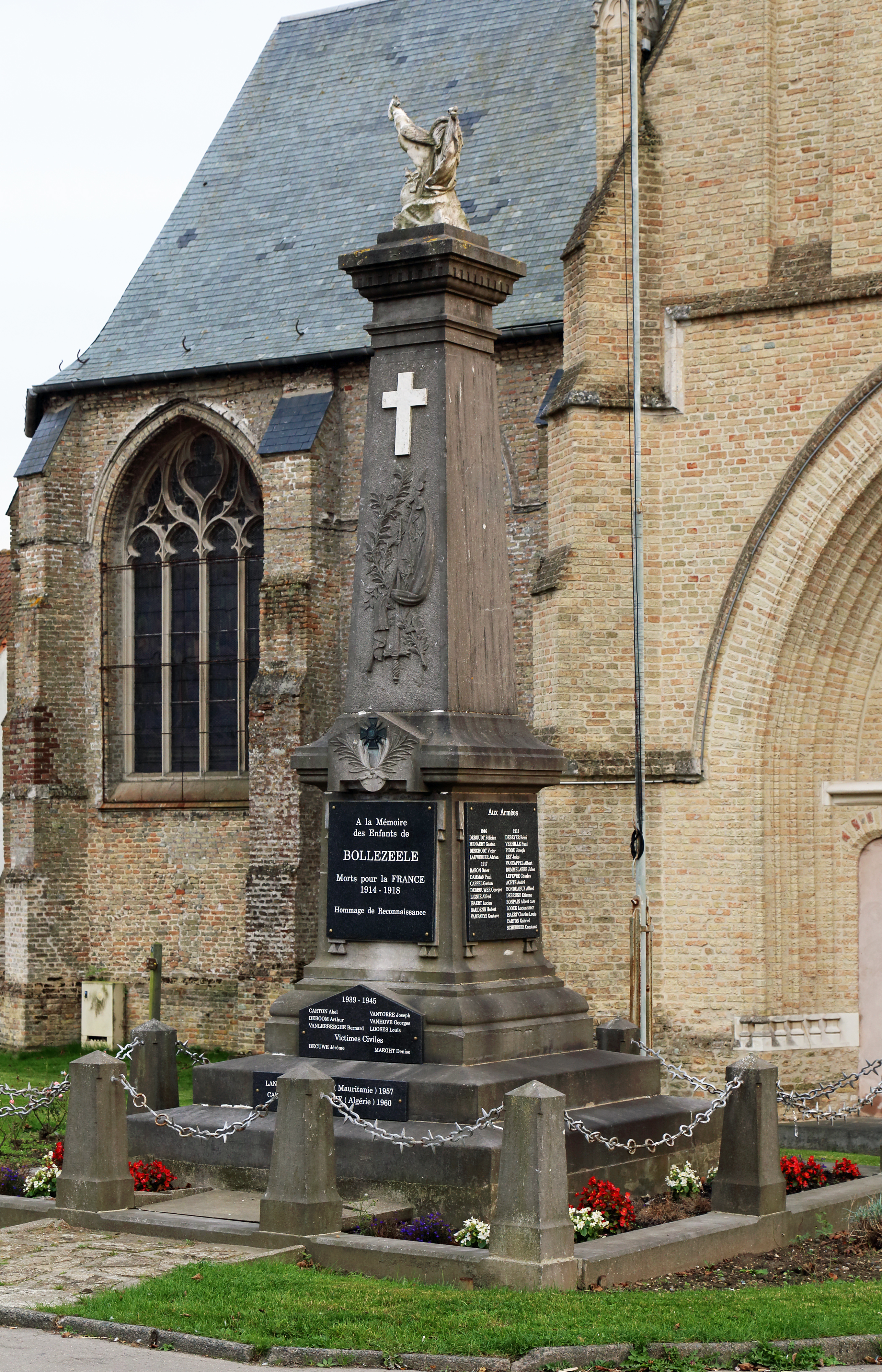
Le monument aux morts.
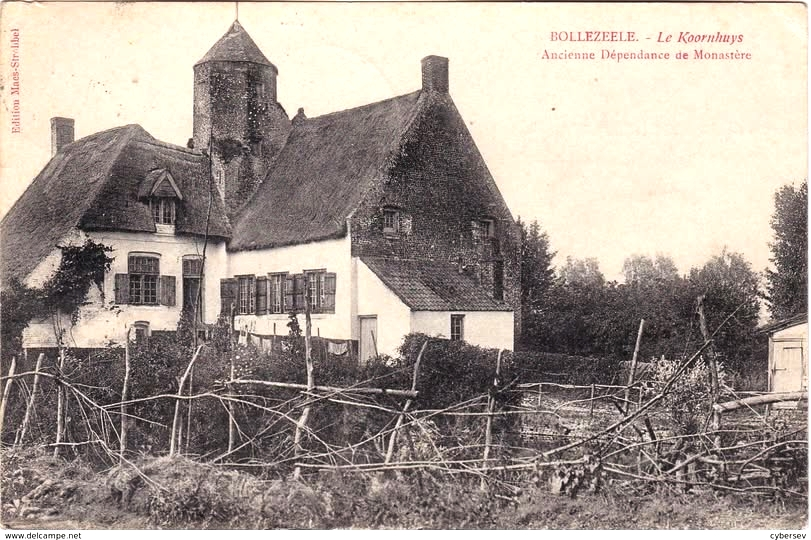
La maison de blé.

### Personnalités liées à la commune
- Joseph Dezitter, (1883-1957), né à Bollezeele, artisan ébéniste, graveur sur bois, auteur de peintures, aquarelles, dessins, livres sur le patrimoine ancien de la Flandre maritime.

### Héraldique
| Blason de Bollezeele | Blason  | D'or au lion de sable, armé et lampassé de gueules. |
| Blason de Bollezeele | Détails | Le statut officiel du blason reste à déterminer.    |

### Folklore
Bollezeele a quatre géants :  PET'JE NOOM, MET'JE MOEÏE et leurs enfants PHON'CHE et NET'CHE ainsi qu'une harmonie municipale dirigée par Jean Marie Mauwers et présidée par Caroline Tellier[Quand ?].

## Pour approfondir